# Lubomír Chudoba
Lubomír Chudoba (* 28. března 1963 Praha) je český lékárník a politik, v letech 2002 až 2007 a opět 2011 až 2019 prezident České lékárnické komory, v roce 2020 krátce náměstek ministra zdravotnictví ČR, v letech 1998 až 2002 a opět 2010 až 2014 zastupitel městské části Praha 13, bývalý člen ČSSD.

## Život
Vystudoval obor klinická farmacie na Farmaceutické fakultě Univerzity Karlovy v Hradci Králové (promoval v roce 1987). O rok později na téže fakultě složil rigorózní zkoušku a získal titul PharmDr. V roce 1990 složil atestaci lékárenství I. stupně.
Začínal pracovat jako interní aspirant na odboru farmakologie a toxikologie léčiv ve Státním ústavu pro kontrolu léčiv (1987 až 1988). Působil také v Lékárenské službě hlavního města Prahy (1989 až 1993) jako lékárník asistent a vedoucí lékárník. V letech 1994 až 2008 byl odborným zástupcem a provozovatelem Lékárny ve Spálené a Lékárny Lodžská (obě v Praze).
V letech 1999 až 2002 zastával funkci viceprezidenta České lékárnické komory, od listopadu 2002 do listopadu 2007 byl jejím prezidentem.
Následně byl v letech 2008 až 2010 předsedou Lékové komise Svazu zdravotních pojišťoven. V listopadu 2011 byl v Benešově na XXI. sjezdu delegátů opět zvolen prezidentem České lékárnické komory. Funkci obhájil i na dalším sjezdu v listopadu 2015.
Angažoval se také jako člen Rady poskytovatelů zdravotní péče (poradní orgán Ministerstva zdravotnictví ČR) (2004 až 2014), zástupce České lékárnické komory v Bruselu (Pharmaceutical Group of the European Union) a jako člen vědecké rady Farmaceutické fakulty UK v Hradci Králové (2003 až 2009) a vědecké rady Veterinární a farmaceutické univerzity Brno (2006 až 2007).

## Politické působení
V roce 1996 se stal členem ČSSD a za tuto stranu byl v komunálních volbách v roce 1998 zvolen do Zastupitelstva městské části Praha 13. Do funkce zastupitele městské části byl pak znovu zvolen v komunálních volbách v roce 2010. Naopak v komunálních volbách v roce 2014 jako nestraník za KDU-ČSL v rámci subjektu Koalice KDU-ČSL, LES a občanů Prahy 13 neuspěl.
Kvůli funkci v České lékárnické komoře si vždy pozastavil členství v ČSSD. Na konci června 2014 ze strany vystoupil.
V doplňovacích volbách do Senátu PČR v roce 2014 kandidoval jako nestraník za subjekt „VLASTA - koalice občanů Prahy 10, KDU-ČSL a Liberálně ekologické strany“ v obvodu č. 22 – Praha 10. Se ziskem 9,78 % hlasů skončil na 6. místě a nepostoupil tak ani do druhého kola.
Na konci října 2020 se stal politickým náměstkem ministra zdravotnictví ČR Romana Prymuly. Po 20 dnech v úřadu však skončil, jelikož se nedohodl na dalším působení s novým ministrem zdravotnictví ČR Janem Blatným.